# 58th Special Operations Wing

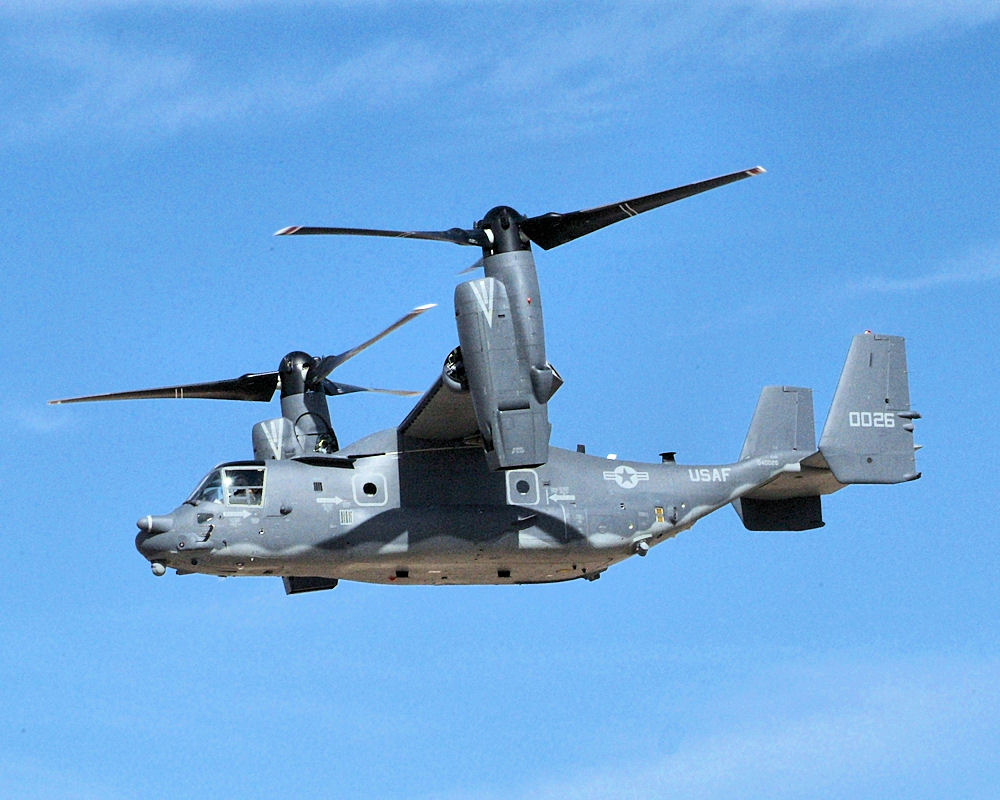
CV-22B del 71st SOS

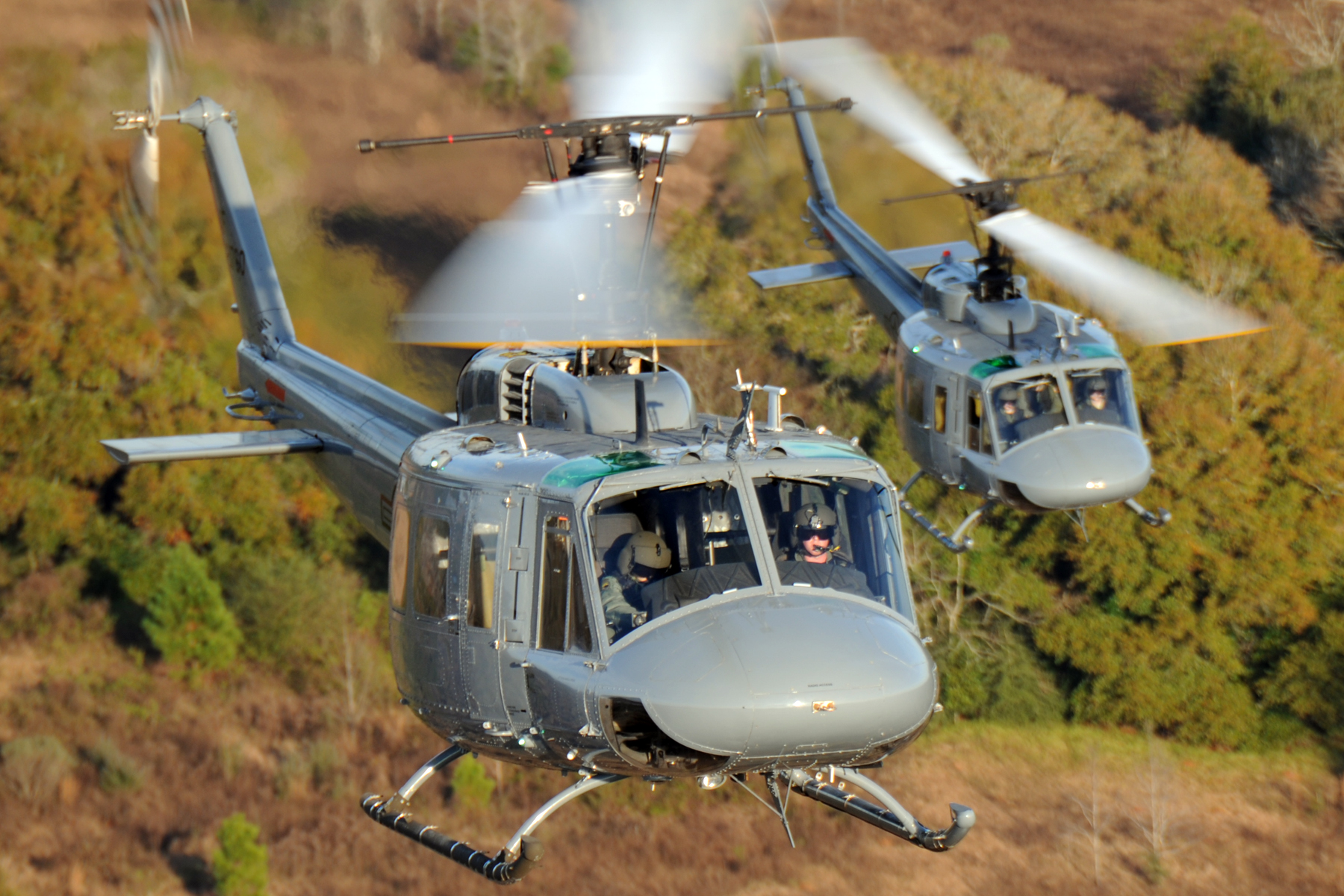
UH-1N del 23rd TS

Il 58th Special Operations Wing è uno Stormo da addestramento avanzato dell'Air Education and Training Command, inquadrato nella Nineteenth Air Force. Il suo quartier generale è situato presso la Kirtland Air Force Base, nel Nuovo Messico.

## Missione
Allo stormo è associato il 150th Special Operations Wing, il quale fornisce personale di supporto per l'addestramento e la manutenzione per i suoi velivoli.

## Organizzazione
Attualmente, al settembre 2017, lo stormo controlla:
- 58th Operations Group
  - 58th Operations Support Squadron
  - 58th Training Squadron
  -  23rd Flying Training Squadron, Fort Rucker, Alabama - Equipaggiato con UH-1N e 28 TH-1H
  -  71st Special Operations Squadron - Equipaggiato con 4 CV-22B
  -  415th Special Operations Squadron - Equipaggiato con 3 HC-130J, 1 HC-130N e 4 MC-130J
  -  550th Special Operations Squadron - Equipaggiato con 5 MC-130H
  -  512th Rescue Squadron - Equipaggiato con UH-1N e HH-60G
- 336th Training Group, Fairchild Air Force Base, Washington, codice visivo di coda FC
Conduce addestramento per il SERE (Survival, Evasion, Resistance, Escape), ovvero tutte le procedure e i comportamenti da seguire in caso di sopravvivenza, evasione, resistenza e fuga.
  -  36th Rescue Squadron  - Equipaggiato con UH-1N
  -  22nd Training Squadron
    - Detachment 1, Joint Base San Antonio-Lackland, Texas
    - Detachment 2, Maxwell Air Force Base, Alabama
    - Detachment 3, United States Air Force Academy, Colorado Springs, Colorado

  - 66th Training Squadron
    - Detachment 1, Eielson Air Force Base, Alaska
    - Detachment 3, Joint Base San Antonio-Lackland, Texas
- 58th Maintenance Group
  - 58th Maintenance Squadron
  - 58th Maintenance Operations Squadron
  - 58th Aircraft Maintenance Squadron